# Pustynia Borów Dolnośląskich

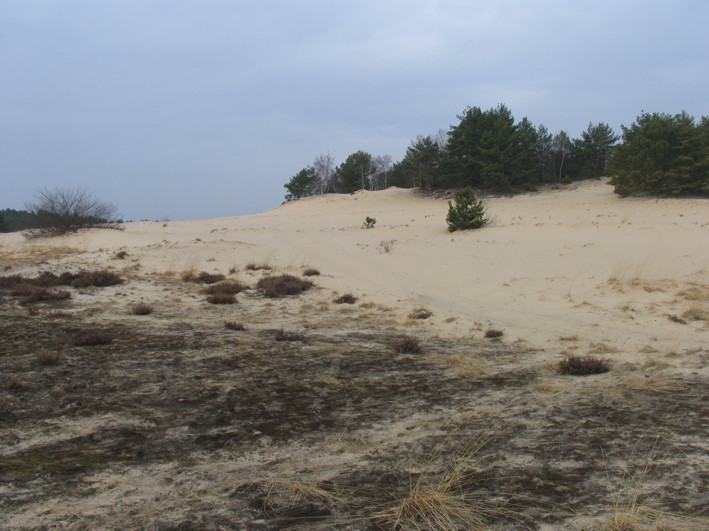
Jeden z obszarów wydmowych w Borach Dolnośląskich

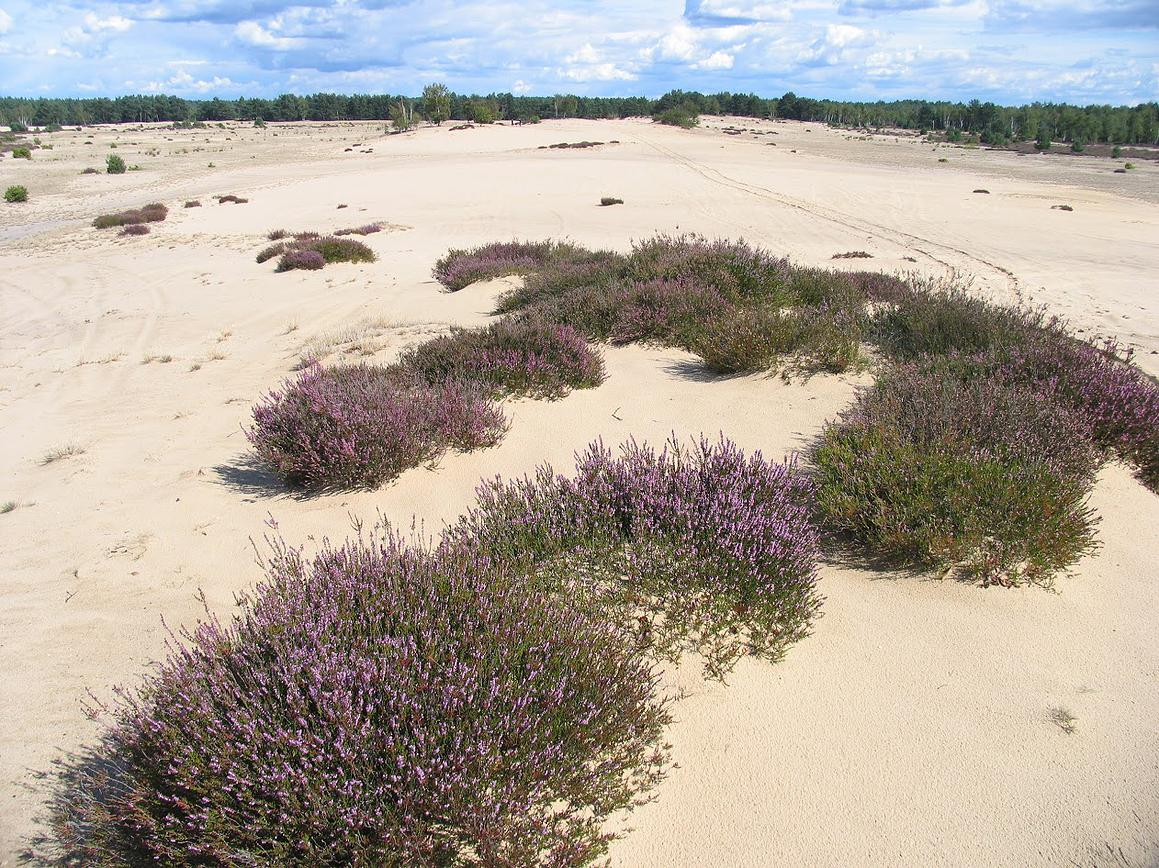
Pustynia Kozłowska

Pustynia Bory Dolnośląskie lub Borów Dolnośląskich – obszary śródlądowych wydm o zróżnicowanej genezie, na terenie Borów Dolnośląskich. Największe powierzchnie zajmują na terenie czynnego poligonu wojskowego Żagań-Świętoszów (pustynia strachowska), a także w granicach Przemkowskiego Parku Krajobrazowego (pustynia kozłowska).
Część obszarów wydmowych powstała w wyniku niszczycielskiej działalności poligonu wojskowego od początków XX wieku. Istnienia wydm w okresie wcześniejszym dowodzą archiwalne wzmianki związane z nadmierną trzebieżą i pożarami tutejszych lasów, jak również szkodnikami drzew. Dawne źródła topograficzne rejestrują takie nazwy miejscowe, jak np. Sandberge = wzgórza piaszczyste, Sandfluss = rzeka piasku.
Wydmy potrafią zwiększać zasięg swojego występowania, będąc przenoszone przez wiatr. Równolegle na niektórych obszarach wydmowych wkracza roślinność w sposób naturalny lub wskutek planowych nasadzeń. Od 2001 roku obserwacje zachowań wydm prowadzi Towarzystwo Bory Dolnośląskie.